# Muzza Piacentina
La Muzza Piacentina (La Müssa in dialetto lodigiano) è una frazione del comune lombardo di Cavenago d'Adda.

## Storia
La località della Muzza Piacentina è un piccolo borgo agricolo di antica origine, posto nel punto in cui la strada da Lodi a Piacenza incrociava il canale Muzza.
In pendant con questa località, poste a corona intorno alla città di Lodi, esistono anche le località di Muzza Sant'Angelo (fraz. di Cornegliano Laudense) e Muzza di Milano (fraz. di Tavazzano con Villavesco).
In età napoleonica (1809-16) la Muzza Piacentina fu frazione di San Martino in Strada, recuperando un'effimera autonomia con la costituzione del Regno Lombardo-Veneto. Fu aggregata al comune di Caviaga nel 1841, a sua volta aggregato a Cavenago d'Adda nel 1869.